# ینی الت
ینی الت (به لاتین: Yeni Ələt) (الت نو) یک منطقه مسکونی در جمهوری آذربایجان است که در قره‌داغ رایون از توابع شهر باکو واقع شده است.